# Pulvinaria dicrostachys
Pulvinaria dicrostachys är en insektsart som beskrevs av Leonardi 1913. Pulvinaria dicrostachys ingår i släktet Pulvinaria och familjen skålsköldlöss.
Artens utbredningsområde är Eritrea. Inga underarter finns listade i Catalogue of Life.